# Hysteria (canção de Muse)
"Hysteria" (também conhecido por "Hysteria (I Want It Now)" nos Estados Unidos) é uma canção da banda inglesa de rock alternativo Muse e está no álbum Absolution. A música foi liberada como single em 1 de dezembro de 2003 no Reino Unido alcançando a posição de n° 17 no UK Singles Chart. 
Um fato curioso é que a capa do 7" vinil do single foi escolhida por meio de concurso e foi vencida por um homem chamado Adam Falkus. Os desenhos do concorrente estão incluidas na versão DVD do single. 
A música foi tocada diversas vezes na divulgação de Absolution e acabou por se tornar uma das músicas mais populares da banda no mundo. A canção também aparece no DVD da Absolution Tour e no CD/DVD de 2008, HAARP.

## Faixa
Todas as músicas compostas por Muse.
| CD Single - 7" Vinil |                    |         |  |
| N.º                  | Título             | Duração |  |
| 1.                   | "Hysteria"         | 3:47    |  |
| 2.                   | "Eternally Missed" | 6:05    |  |

| DVD |                                       |         |  |
| N.º | Título                                | Duração |  |
| 1.  | "Hysteria" (video- versão do Diretor) |         |  |
| 2.  | "Hysteria" (DVD Audio)                |         |  |
| 3.  | "Hysteria" (video- Ao vivo do MTV2)   |         |  |
| 4.  | "Artwork Gallery"                     |         |  |

## Tabelas musicais
| Paradas (2003)                 | Melhor posição |
| ------------------------------ | -------------- |
| Reino Unido (UK Singles Chart) | 17             |